# Campeonato Europeu de Halterofilismo de 1986
O 65º Campeonato Europeu de Halterofilismo foi organizado pela Federação Europeia de Halterofilismo em Chemnitz, na Alemanha Oriental entre 6 a 11 de maio de 1986. Foram disputadas 10 categorias com a presença de 127 halterofilistas de 22 nacionalidades.

## Medalhistas
| Evento                       | Ouro                               | Ouro              | Prata                              | Prata             | Bronze                              | Bronze            |
| Mosca (até 52 kg)            | Mosca (até 52 kg)                  | Mosca (até 52 kg) | Mosca (até 52 kg)                  | Mosca (até 52 kg) | Mosca (até 52 kg)                   | Mosca (até 52 kg) |
| ---------------------------- | ---------------------------------- | ----------------- | ---------------------------------- | ----------------- | ----------------------------------- | ----------------- |
| Arranque                     | Jacek Gutowski · Polónia           | 110,0 kg          | Sevdalin Marinov · Bulgária        | 110,0 kg          | Teodor Jakob · Roménia              | 107,5 kg          |
| Arremesso                    | Sevdalin Marinov · Bulgária        | 135,0 kg          | Jacek Gutowski · Polónia           | 132,5 kg          | Bernard Piekorz · Polónia           | 125,0 kg          |
| Total                        | Sevdalin Marinov · Bulgária        | 245,0 kg          | Jacek Gutowski · Polónia           | 242,5 kg          | Bernard Piekorz · Polónia           | 230,0 kg          |
| Galo (até 56 kg)             |                                    |                   |                                    |                   |                                     |                   |
| Arranque                     | Neno Terziyski · Bulgária          | 122,5 kg          | Oksen Mirzoyan · União Soviética   | 120,0 kg          | Mitko Grablev · Bulgária            | 117,5 kg          |
| Arremesso                    | Neno Terziyski · Bulgária          | 162,5 kg          | Oksen Mirzoyan · União Soviética   | 160,0 kg          | Mitko Grablev · Bulgária            | 157,5 kg          |
| Total                        | Neno Terziyski · Bulgária          | 285,0 kg          | Oksen Mirzoyan · União Soviética   | 280,0 kg          | Mitko Grablev · Bulgária            | 275,0 kg          |
| Pena (até 60 kg)             |                                    |                   |                                    |                   |                                     |                   |
| Arranque                     | Naum Shalamanov · Bulgária         | 145,5 kg          | Yurik Sarkisyan · União Soviética  | 130,0 kg          | Andreas Letz · Alemanha Oriental    | 127,5 kg          |
| Arremesso                    | Naum Shalamanov · Bulgária         | 187,5 kg          | Yurik Sarkisyan · União Soviética  | 165,0 kg          | Andreas Letz · Alemanha Oriental    | 155,0 kg          |
| Total                        | Naum Shalamanov · Bulgária         | 332,5 kg          | Yurik Sarkisyan · União Soviética  | 295,0 kg          | Andreas Letz · Alemanha Oriental    | 282,5 kg          |
| Leve (até 67,5 kg)           |                                    |                   |                                    |                   |                                     |                   |
| Arranque                     | Andreas Behm · Alemanha Oriental   | 152,5 kg          | Mikhail Petrov · Bulgária          | 152,5 kg          | Joachim Kunz · Alemanha Oriental    | 142,5 kg          |
| Arremesso                    | Andreas Behm · Alemanha Oriental   | 195,0 kg          | Mikhail Petrov · Bulgária          | 192,5 kg          | Joachim Kunz · Alemanha Oriental    | 187,5 kg          |
| Total                        | Andreas Behm · Alemanha Oriental   | 347,5 kg          | Mikhail Petrov · Bulgária          | 345,0 kg          | Joachim Kunz · Alemanha Oriental    | 330,0 kg          |
| Médio (até 75 kg)            |                                    |                   |                                    |                   |                                     |                   |
| Arranque                     | Andrei Socaci · Roménia            | 160,0 kg          | Aleksandar Varbanov · Bulgária     | 160,0 kg          | Borislav Gidikov · Bulgária         | 157,5 kg          |
| Arremesso                    | Aleksandar Varbanov · Bulgária     | 212,5 kg          | Borislav Gidikov · Bulgária        | 200,0 kg          | Andrei Socaci · Roménia             | 190,0 kg          |
| Total                        | Aleksandar Varbanov · Bulgária     | 372,5 kg          | Borislav Gidikov · Bulgária        | 357,5 kg          | Andrei Socaci · Roménia             | 350,0 kg          |
| Pesado-ligeiro (até 82,5 kg) |                                    |                   |                                    |                   |                                     |                   |
| Arranque                     | Israil Arsamakov · União Soviética | 170,0 kg          | Asen Zlatev · Bulgária             | 167,5 kg          | Constantin Urdas · Roménia          | 165,0 kg          |
| Arremesso                    | Israil Arsamakov · União Soviética | 212,5 kg          | Asen Zlatev · Bulgária             | 207,5 kg          | Constantin Urdas · Roménia          | 205,0 kg          |
| Total                        | Israil Arsamakov · União Soviética | 382,5 kg          | Asen Zlatev · Bulgária             | 375,0 kg          | Constantin Urdas · Roménia          | 370,0 kg          |
| Meio-pesado (até 90 kg)      |                                    |                   |                                    |                   |                                     |                   |
| Arranque                     | Anatoly Khrapaty · União Soviética | 180,0 kg          | Zoltan Balazsfi · Hungria          | 180,0 kg          | Viktor Solodov · União Soviética    | 175,0 kg          |
| Arremesso                    | Anatoly Khrapaty · União Soviética | 230,0 kg          | Rumen Teodosiev · Bulgária         | 220,0 kg          | Viktor Solodov · União Soviética    | 220,0 kg          |
| Total                        | Anatoly Khrapaty · União Soviética | 410,0 kg          | Viktor Solodov · União Soviética   | 395,0 kg          | Rumen Teodosiev · Bulgária          | 392,5 kg          |
| Pesado I (até 100 kg)        |                                    |                   |                                    |                   |                                     |                   |
| Arranque                     | Nicu Vlad · Roménia                | 187,5 kg          | Aleksandr Popov · União Soviética  | 175,0 kg          | René Wyßuwa · Alemanha Oriental     | 175,0 kg          |
| Arremesso                    | Nicu Vlad · Roménia                | 230,0 kg          | Aleksandr Popov · União Soviética  | 222,5 kg          | Janos Bökfi · Hungria               | 210,0 kg          |
| Total                        | Nicu Vlad · Roménia                | 417,5 kg          | Aleksandr Popov · União Soviética  | 397,5 kg          | René Wyßuwa · Alemanha Oriental     | 385,0 kg          |
| Pesado II (até 110 kg)       |                                    |                   |                                    |                   |                                     |                   |
| Arranque                     | Yury Zakharevich · União Soviética | 195,0 kg          | Sergey Nagirny · União Soviética   | 185,0 kg          | Norberto Oberburger · Itália        | 180,0 kg          |
| Arremesso                    | Yury Zakharevich · União Soviética | 235,0 kg          | Sergey Nagirny · União Soviética   | 225,0 kg          | Norberto Oberburger · Itália        | 220,0 kg          |
| Total                        | Yury Zakharevich · União Soviética | 430,0 kg          | Sergey Nagirny · União Soviética   | 410,0 kg          | Norberto Oberburger · Itália        | 400,0 kg          |
| Superpesado (+ 110 kg)       |                                    |                   |                                    |                   |                                     |                   |
| Arranque                     | Antonio Krastev · Bulgária         | 207,5 kg          | Leonid Taranenko · União Soviética | 195,0 kg          | Senno Salzwedel · Alemanha Oriental | 185,0 kg          |
| Arremesso                    | Leonid Taranenko · União Soviética | 242,5 kg          | Antonio Krastev · Bulgária         | 242,5 kg          | Senno Salzwedel · Alemanha Oriental | 235,0 kg          |
| Total                        | Antonio Krastev · Bulgária         | 450,0 kg          | Leonid Taranenko · União Soviética | 437,5 kg          | Senno Salzwedel · Alemanha Oriental | 420,0 kg          |

## Quadro de medalhas
Quadro de medalhas no total combinado
| Ordem | País              | Medalha de ouro | Medalha de prata | Medalha de bronze | Total |
| ----- | ----------------- | --------------- | ---------------- | ----------------- | ----- |
| 1     | Bulgária          | 5               | 3                | 2                 | 10    |
| 2     | União Soviética   | 3               | 6                | 0                 | 9     |
| 3     | Alemanha Oriental | 1               | 0                | 4                 | 5     |
| 4     | Roménia           | 1               | 0                | 2                 | 3     |
| 5     | Polónia           | 0               | 1                | 1                 | 2     |
| 6     | Itália            | 0               | 0                | 1                 | 1     |
| Total | Total             | 10              | 10               | 10                | 30    |